# Elektrodynamiczna próżnia kwantowa
Elektrodynamiczna próżnia kwantowa – stan próżni w elektrodynamice kwantowej. Jest stanem najniższej energii (stan podstawowy) pola elektromagnetycznego, w którym pole jest skwantowane. Gdy stała Plancka dąży do zera, elektrodynamiczna próżnia kwantowa zamienia się w próżnię klasyczną, czyli próżnię klasycznego elektromagnetyzmu. Klasyczna próżnia nie jest medium materialnym, ale układem odniesienia służącym do zdefiniowania jednostek SI. Jej przenikalnością jest przenikalność elektryczna próżni, zaś przepuszczalnością – przenikalność magnetyczna próżni, obydwie dane definicją i niebędące mierzalnymi własnościami.
Inną próżnią teorii pola jest próżnia chromodynamiki kwantowej modelu standardowego.

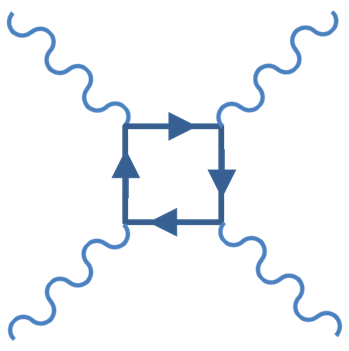
Diagram Feynmana rozpraszania foton-foton, jeden foton rozprasza się na chwilowej fluktuacji ładunku próżni innego fotonu

## Fluktuacje
Oto opis próżni kwantowej:

Teoria kwantów wymaga, aby próżnia, również próżnia doskonała, czyli przestrzeń pozbawiona wszelkiej materii, nie była tak naprawdę pusta. Próżnia kwantowa przedstawia się raczej jako ocean bez przerwy pojawiających się i znikających [par] cząstek, objawiających się poprzez „przepychanie się” cząstek, nie wynikające z ich ruchów termicznych. Te cząstki są „wirtualne”, w przeciwieństwie do „rzeczywistych”. Na każdym zadanym dystansie, próżnia jest pełna takich par wirtualnych, które odciskają swoją sygnaturę w stanach energetycznych atomów.

## Cząstki wirtualne
Według energetycznej wersji zasady nieoznaczoności Wernera Heisenberga czas życia i energię wirtualnych cząstek wiąże formuła:
{\displaystyle \Delta E\Delta t\geqslant {\frac {\hbar }{2}},}
gdzie {\displaystyle \Delta E} i {\displaystyle \Delta t} to odpowiednio energia cząstki i czas jej życia, {\displaystyle \hbar } jest stałą Plancka dzieloną przez 2π. Oznacza to, że potencjalnie duże ilości energii mogą zostać „zapożyczone” z próżni na krótki czas.
Taka wersja zasady nieoznaczoności nie jest powszechnie uznawana, mimo jej zastosowania w ilustracji idei cząstek wirtualnych. Idea „zapożyczenia” doprowadziła do zaproponowania energii punktu zerowego jako nieskończonego rezerwuaru, i rozbicia na „obozy” co do tej interpretacji.

## Osiągalność
Doskonała próżnia jest osiągalna tylko teoretycznie. Jest to sytuacja idealna, jak zero absolutne dla temperatury, które może być teoretycznie osiągnięte, ale nigdy do tego nie doszło:

Powód, dla którego próżnia nie jest pusta, jest taki, że ściany komory próżniowej emitują światło na zasadzie ciała doskonale czarnego. (…) Jeśli ta zupa fotonowa jest w równowadze termodynamicznej ze ścianami, można powiedzieć, że posiada określoną temperaturę oraz ciśnienie. Innym powodem, dla którego doskonała próżnia jest niemożliwa, jest zasada nieoznaczoności Heisenberga, która mówi, że żadna cząstka nie może mieć dokładnie określonego położenia. (…) Każdy atom istnieje w przestrzeni jako funkcja prawdopodobieństwa, która ma niezerową wartość dla całej zadanej przestrzeni. (…) Bardziej fundamentalnie, mechanika kwantowa przewiduje (…) poprawkę na energię, zwaną energią punktu zerowego, zawierającą energię cząstek wirtualnych o krótkim żywocie. Nazywa się to fluktuacjami próżni

Cząstki wirtualne powodują, że doskonała próżnia jest nieosiągalna. Pozostaje jednak otwartą kwestia osiągalności kwantowej próżni elektrodynamicznej. Przewidywania takiego modelu próżni, takie jak efekt Casimira, emisja spontaniczna czy przesunięcie Lamba zostały potwierdzone eksperymentalnie, co sugeruje, że jest to dobry model do opisu wysokiej próżni. Aczkolwiek istnieją konkurencyjne modele próżni. Na przykład chromodynamiczna próżnia kwantowa, wprowadzająca wiele rodzajów cząstek wirtualnych, nie uwzględnionych w modelu elektrodynamicznym. Próżnia kwantowej grawitacji uwzględnia efekty grawitacyjne, nie uwzględnione w modelu standardowym. To pozostawia otwartą kwestię co do tego, czy dalsze eksperymenty nie wskażą lepszego modelu.